# Primavera (Chili)
Pour les articles homonymes, voir Primavera.
Primavera(« printemps » en espagnol) est une commune du Chili située dans l'extrême sud du Chili en Terre de Feu. Elle fait partie de la province de Terre de Feu, elle-même rattachée à la région de Magallanes et de l'Antarctique chilien. La ville principale est Cerro Sombrero.

## Géographie
Le territoire de la commune de Primavera se trouve au nord de la grande île de la Terre de Feu. Il est délimité au nord par le détroit de Magellan, à l'est par la frontière avec l'Argentine, et au sud par la commune de Porvenir. Cerro Sombrero se trouve à 2 153 kilomètres à vol d'oiseau au sud de la capitale Santiago (2 928 km par la route en passant par l'Argentine) et à 217 kilomètres à l'est de Punta Arenas par la route de la capitale de la région de Magallanes.

## Démographie
Selon le recensement de 2012 de l'Instituto Nacional de Estadísticas de Chile, la population de la commune s'élevait alors à 802 habitants , vivant sur un territoire de 4 614,2 km2. La population a fortement diminué depuis 1992.

Position de Primavera (en rouge) au sein de la région de Magallanes et de l'Antarctique chilien.